# 野沢温泉村立野沢温泉小学校
野沢温泉村立野沢温泉小学校（のざわおんせんそんりつのざわおんせんしょうがっこう）は、長野県下高井郡野沢温泉村にある公立小学校であり、村内唯一の小学校である。

## 概要
2007年4月に市川小学校と野沢温泉小学校が統合して開校した。
2013年には野沢温泉学園が開園し、のざわこども園や野沢温泉中学校と連携して施設分離型の幼保小中一貫教育を実施している。
観光地である地域特性を活かし、英語教育に力を入れており、2010年には1年生から4年生までの英語学習が「外国語活動」として指定された。毎日5分のEnglishタイムやオーストラリアの小学生とのオンライン交流などを行っている。
また、野沢温泉学園ではスキーを学園の園技と位置づけ、2014年3月には「スキー学習」を導入した教育課程特例校として指定された。

## スキー科の設置
2014年度より、野沢温泉小学校では新教科「スキー科」を新設し、体育・生活・外国語活動・総合的な学習の時間を一部削減する形でスキー教育の時間を確保している。保護者や地域の指導者が一体となって指導にあたっており、各学年のスキー科の授業時間は以下の通りである。
1～2年生：体育（21時間）、生活（7時間）、行事（3時間）を削減し、計31時間をスキー科に充当
3～4年生：体育（21時間）、外国語活動（7時間）、行事（3時間）を削減し、計31時間をスキー科に充当
5～6年生：体育（18時間）、総合的な学習の時間（10時間）、行事（3時間）を削減し、計31時間をスキー科に充当
全国の学校において、特別の教育課程の一環としてスキー科が指定されたのは、上田市の菅平小中学校と野沢温泉学園の2件のみである。

## 通学区域
野沢温泉村全域

## 進学先中学校
野沢温泉村立野沢温泉中学校

## 学校周辺の主な施設
- 幼保連携型認定こども園  のざわこども園（隣接）
- 野沢温泉村役場（徒歩3分）
- 児童館  ぶなの子
- 野沢温泉中学校（徒歩7分）